# 東京学芸大学附属幼稚園小金井園舎
東京学芸大学附属幼稚園小金井園舎（とうきょうがくげいだいがくふぞくようちえんこがねいえんしゃ）は、東京都小金井市貫井北町四丁目にある、東京学芸大学附属の国立幼稚園。設置者は国立大学法人東京学芸大学。

## 概要
歴史
1904年（明治37年）に開園した「東京府女子師範学校附属幼稚園」を前身とする。附属幼稚園はもともと竹早にあったが、1957年（昭和32年）の東京学芸大学キャンパス小金井統合の際に、小金井にも園舎を設置して「小金井園舎」とし、竹早の附属幼稚園を「竹早園舎」として、2園舎体制となった。小金井園舎は創立年を1957年（昭和32年）としており、2012年（平成24年）に創立55周年を迎えた。
教育目標
「人や身近な環境にかかわる中で、自主性と創造性をもち、明るくのびのびと自己発揮する子どもを育てる」

## 沿革
- 1904年（明治37年）5月 - 東京市小石川区竹早町に「東京府女子師範学校附属幼稚園」が設置される。同年6月開設。
  - 附属小学校校舎の一部を使用。
- 1943年（昭和18年）4月 - 師範学校の統合・官立（国立）移管により「東京第一位師範学校女子部附属幼稚園」に改称。
- 1949年（昭和24年）5月31日 - 新制大学・東京学芸大学の発足により、師範学校が大学に包括され、「東京学芸大学東京第一師範学校附属幼稚園」に改称。
- 1951年（昭和26年）7月 - 師範学校の廃止により、「東京学芸大学附属幼稚園」に改称。
- 1957年（昭和32年）
  - 4月 - 東京学芸大学の小金井キャンパス統合により、小金井にも園舎を設け、千早園舎・小金井園舎の2園舎体制となる。
  - 7月 - 小金井園舎が完成。
- 1970年（昭和45年）4月 - 3年保育を開始。
- 1972年（昭和47年）
  - 3月 - 小金井園舎を新築。
  - 6月 - 「東京学芸大学教育学部附属幼稚園小金井園舎」と改称。
- 1979年（昭和54年）1月 - 附属特殊教育研究施設と連携し、統合保育を開始。
- 2004年（平成16年）4月 - 国立大学法人「東京学芸大学附属幼稚園小金井園舎」（現園名）となる。

## 関連事項
- 東京都幼稚園一覧
- 東京学芸大学
  - 附属幼稚園竹早園舎